# Pomnik marszałka Józefa Piłsudskiego w Białymstoku

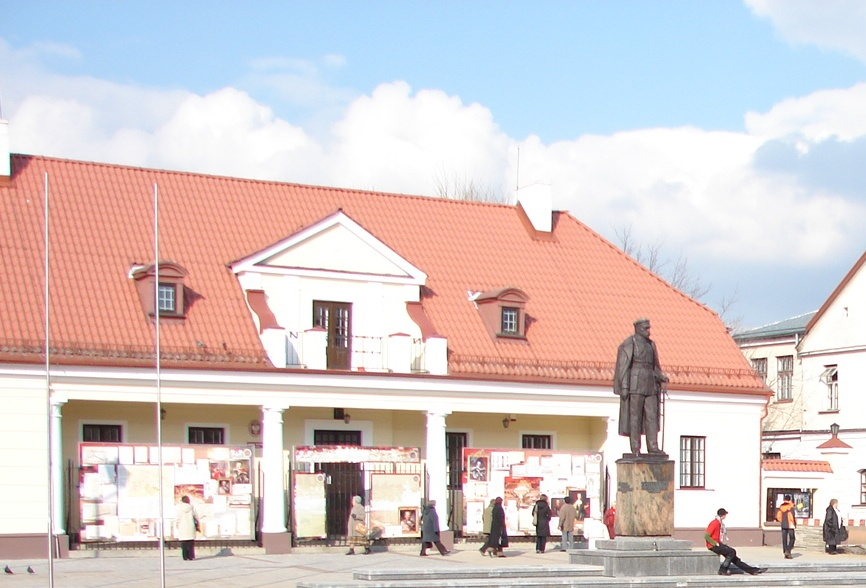
Pomnik J. Piłsudskiego naprzeciw Cekhauzu

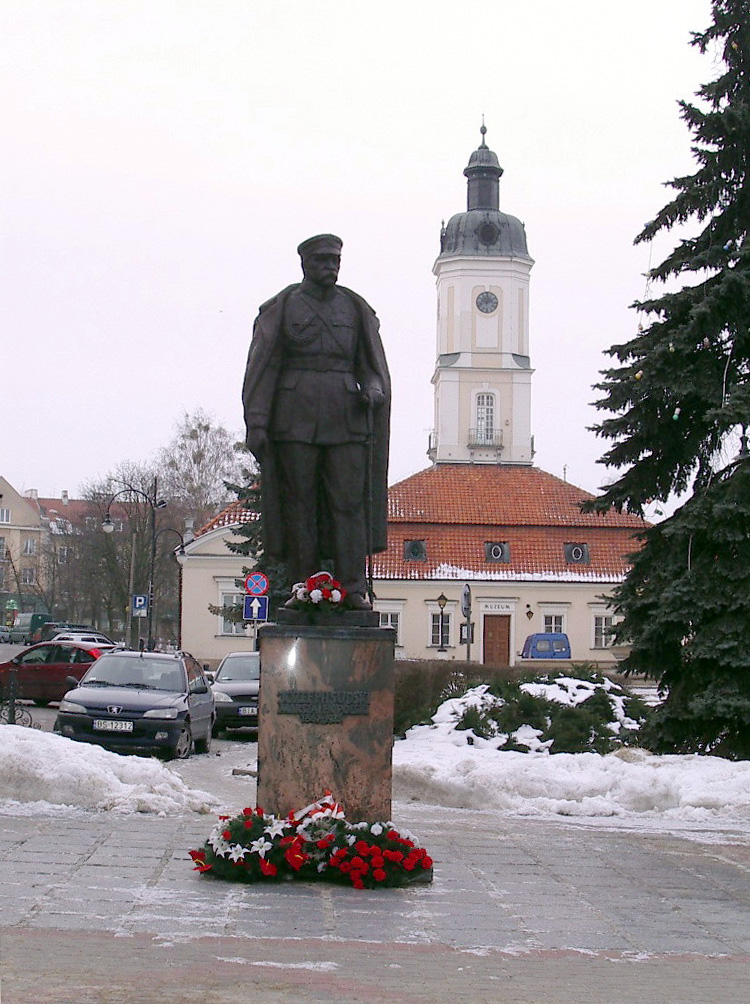
Wcześniejsza lokalizacja pomnika przy ratuszu

Pomnik marszałka Józefa Piłsudskiego  – monument znajdujący się w Białymstoku przy Rynku Kościuszki naprzeciw Cekhauzu.

## Historia pomnika

### Rok 1991 - budowa
Pomnik marszałka Józefa Piłsudskiego został zaprojektowany przez Jana Wakulińskiego, a zrealizowany przez Stanisława Wakulińskiego (syn Jana). Na lokalizację wybrano miejsce na Rynku Kościuszki przed Ratuszem.  Pomysłodawczynią budowy pomnika Marszałka była Halina Kępka, a Członkowie Towarzystwa Pamięci Józefa Piłsudskiego w Białymstoku przez wiele miesięcy negocjowali z magistratem miejsce ustawienia pomnika - to z ich inicjatywy w 1990 roku pomnik stanął na skwerze obok ratusza.

### Rok 2008 - przeprowadzka
Władze miasta w związku z przebudową centrum, postanowiły przenieść pomnik marszałka  Piłsudskiego.  Ostateczną lokalizacją okazało się  miejsce  gdzie w 1921 Józef Piłsudski odbierał, podczas oficjalnej wizyty w Białymstoku, uroczystą defiladę wojskową. Od 6 sierpnia 2008 pomnik marszałka Józefa Piłsudskiego stoi naprzeciw Cekhauzu (Rynek Kościuszki 4), w którym mieściło się Archiwum Państwowe.
Pomnik został ufundowany ze składek społecznych i postawiony przy skrzyżowaniu ul. Sienkiewicza z Rynkiem Kościuszki w miejscu, gdzie przed wojną znajdował się Grób Nieznanego Żołnierza, w którym był pochowany Adam Piszczatowski zamordowany powstaniec styczniowy, który organizował oddziały powstańcze na ziemi Bielskiej w roku 1863.  Przy dotychczasowej lokalizacji marszałek był też zwrócony twarzą w kierunku Wilna.